# (192155) Hargittai
(192155) Hargittai est un astéroïde de la ceinture principale.

## Description
(192155) Hargittai est un astéroïde de la ceinture principale. Il fut découvert le 21 avril 2006 à Piszkesteto par Krisztián Sárneczky. Il présente une orbite caractérisée par un demi-grand axe de 3,01 UA, une excentricité de 0,04 et une inclinaison de 2,0° par rapport à l'écliptique.

## Compléments